# کارکارودونتوسور
کارکارودونتوسور (نام علمی: Carcharodontosaurus) (به معنی سوسمار دندان کوسه‌ای)، یک دایناسور ددپای گوشت‌خوار مربوط به دوره کرتاسه می‌باشد. این دایناسور در ۱۱۰ تا ۹۱ میلیون سال پیش می‌زیسته‌است و حدود ۱۲ تا ۱۲٫۵ متر طول و حدود ۸.۲ تن وزن داشته‌است. سنگوارهٔ کارکارودونتوسور در آفریقای شمالی کشف شده‌است و در سال ۱۹۳۱ به وسیله ارنست استرومر نام‌گذاری شد. گونه خاص این جنس کارکارودونتوسور ساهاریکوس نام دارد.

## ویژگی‌ها

مقایسهٔ جثّهٔ بزرگترین ددپایان تاریخ با یکدیگر؛ کارکارودونتوسور با رنگ نارنجی مشخّص شده‌ است. مساحت هر خانه، یک مترمربّع است. به‌ترتیب از چپ به راست اسپینوسور (جگری)، جیگانوتوسور (سبز)، تیرانوسوروس (آبی)، ماپوسور (صورتی) و کارکارودونتوسور (نارنجی)

کارکارودونتوسور یکی از غول‌پیکرترین دایناسورهای شکارچی بوده‌ است. شواهد حاکی از آن است که این حیوان حتّی می‌توانسته از جثّه‌ای بزرگ‌تر از تیرانوسور، جیگانوتوسور و اسپینوسور برخوردار بوده باشد. همچون سایر کارنوسورها، کارکارودونتوسور نیز از آرواره‌های چندان قدرتمندی برخوردار نبود و آرواره‌هایش همانند آروارهٔ تیرانوساریدها قدرت خُرد کردن و خوردن استخوان‌های جانوران را نداشته‌ است. در مقابل، کارکارودونتوسوریدها از دندان بسیار تیز و دندانه‌دار همانند دندان‌های کوسه‌ها برخوردار بودند که در هر بار گاز گرفتن می‌توانسته است، آسیب شدیدی به بدن طعمه وارد کند و باعث خون‌ریزی شدید بدن آن شود. بنابراین، این درندگان به‌خصوص دربارهٔ طعمه‌های بزرگ به جای اینکه مستقیم آن را از پای درآورند، قربانی را زخمی می‌کردند تا خودش بر اثر خون‌ریزی از پای درآید.

## نگارخانه

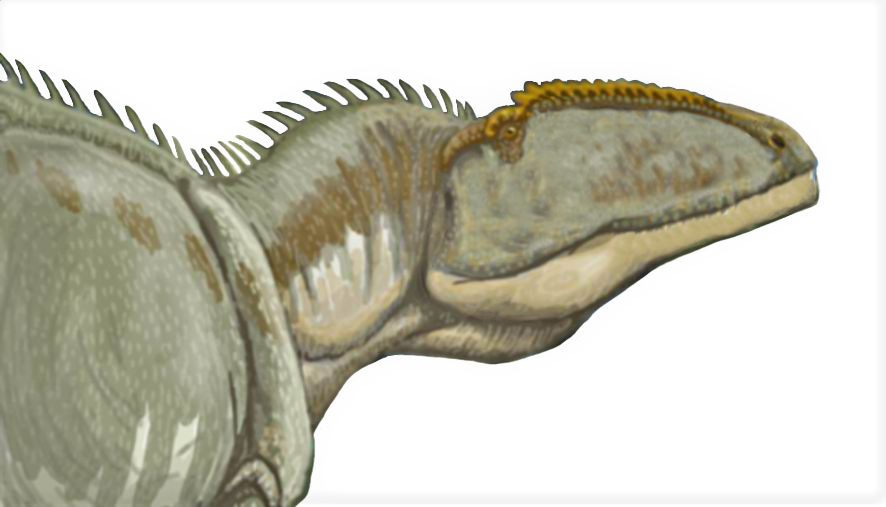
سر بازسازی‌شدهٔ کارکارودونتوسور
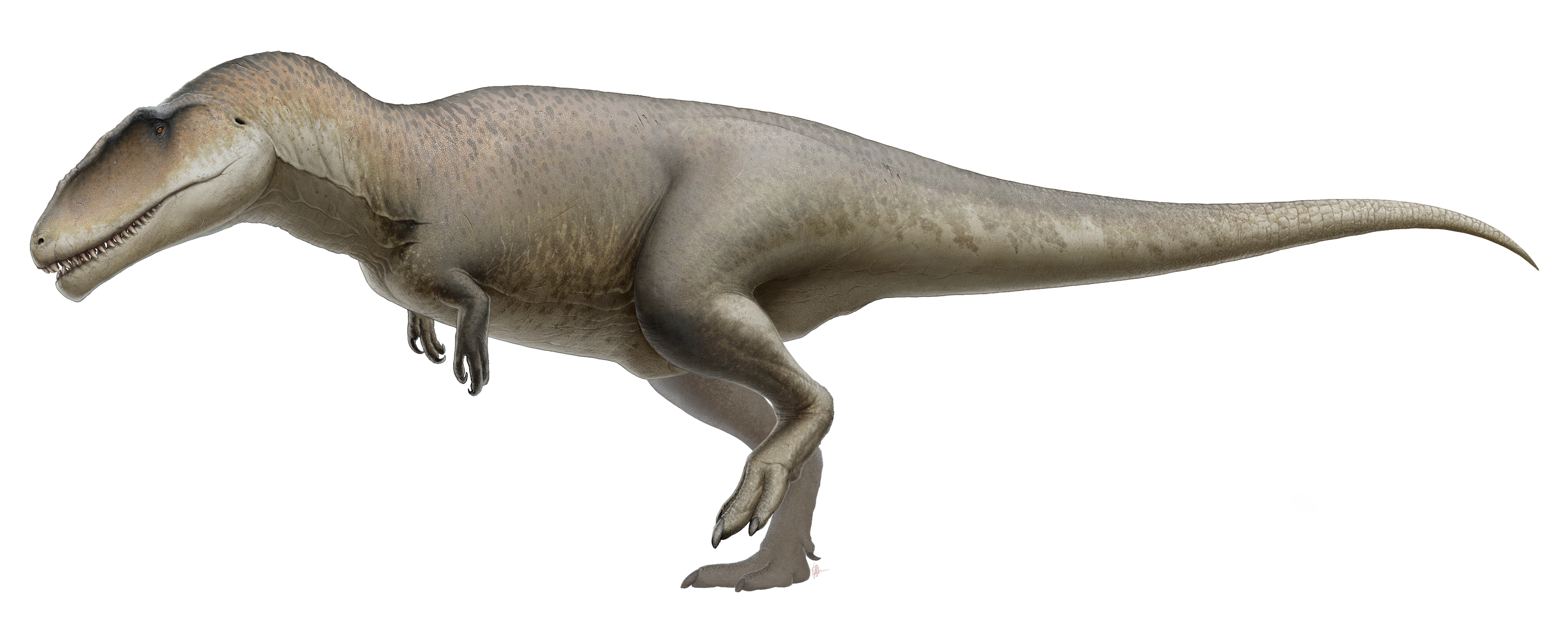
اندازم بازسازی‌شده
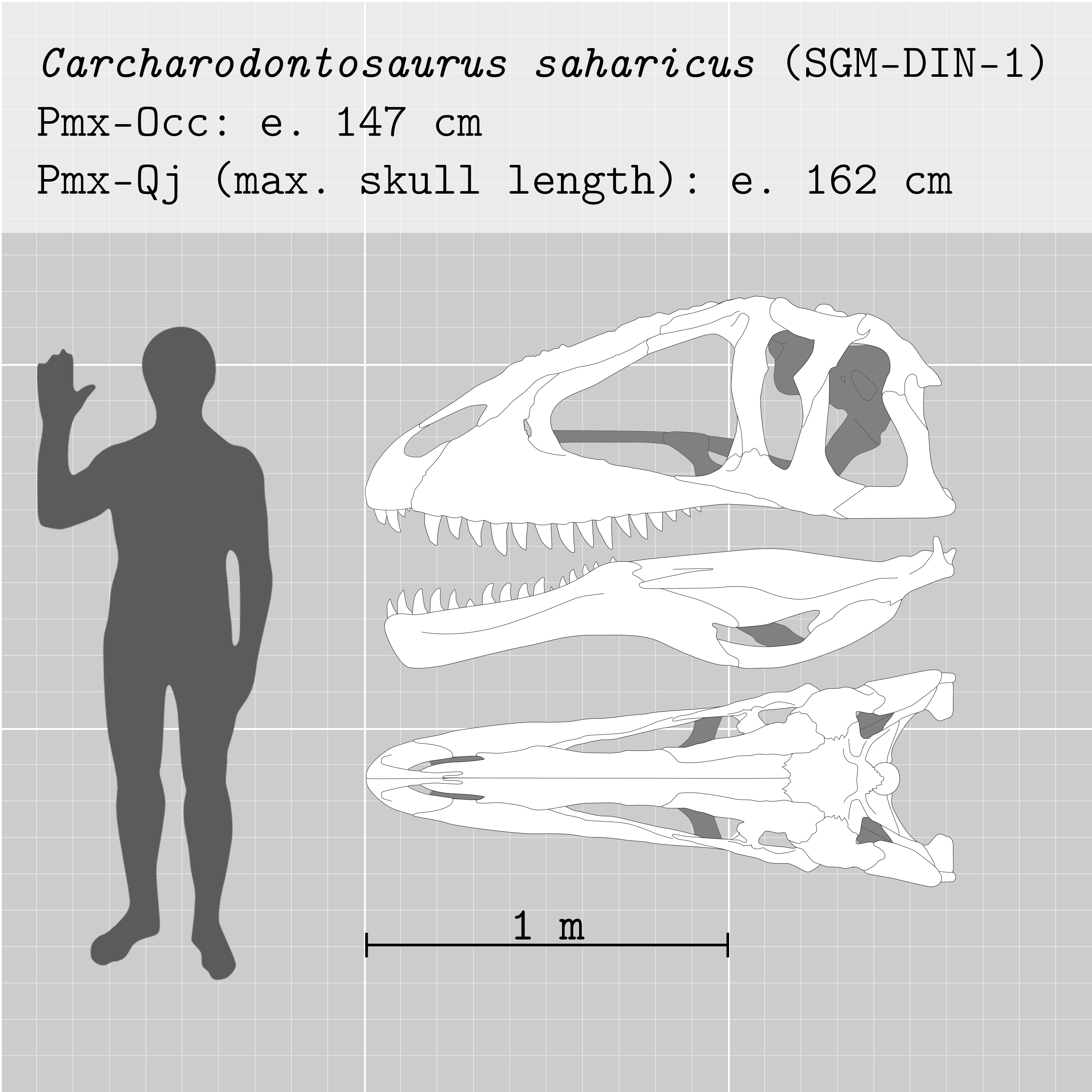
مقایسه با اندازهٔ انسان
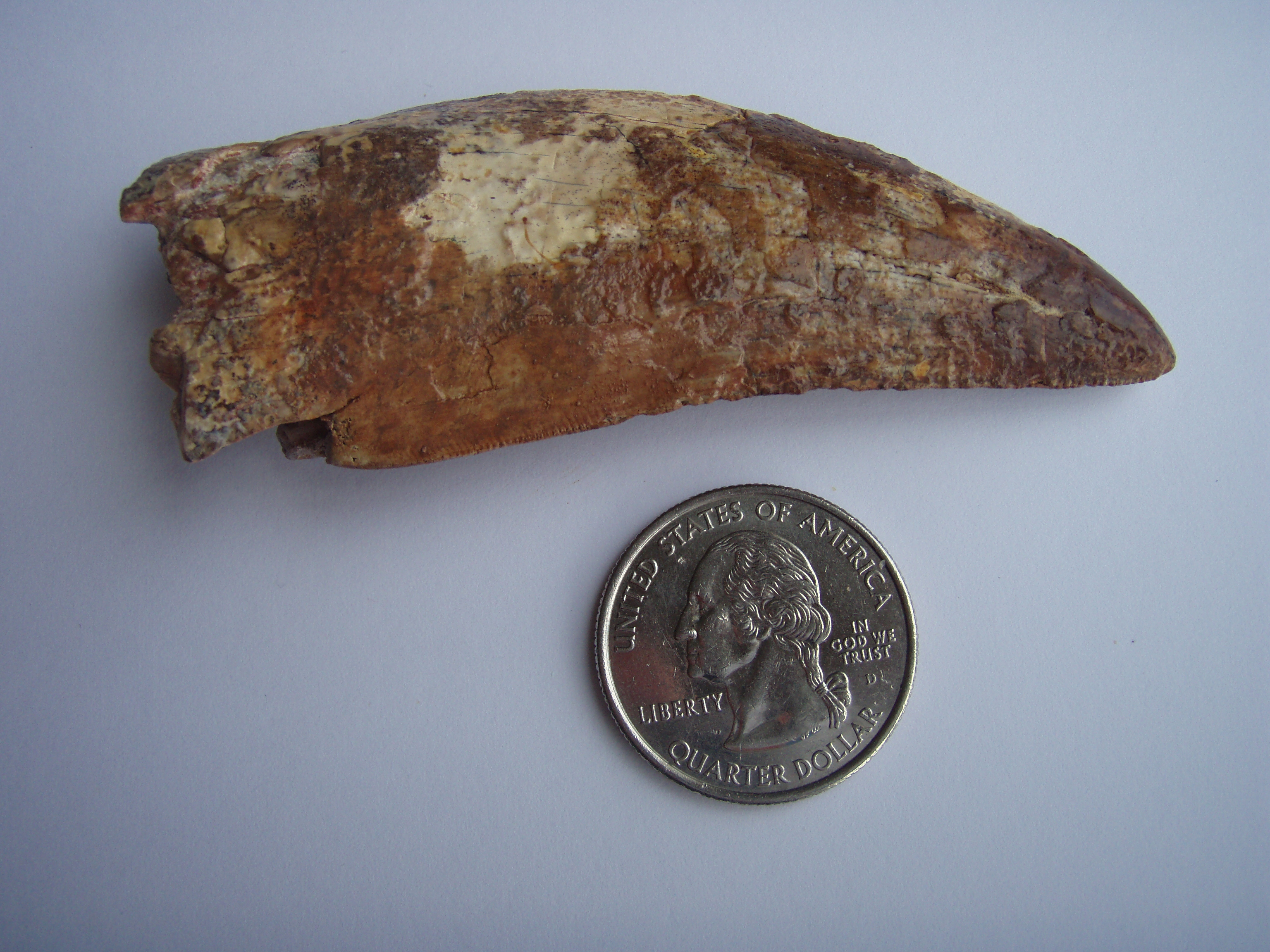
مقایسه دندان و سکهٔ ۲۵ سِنت
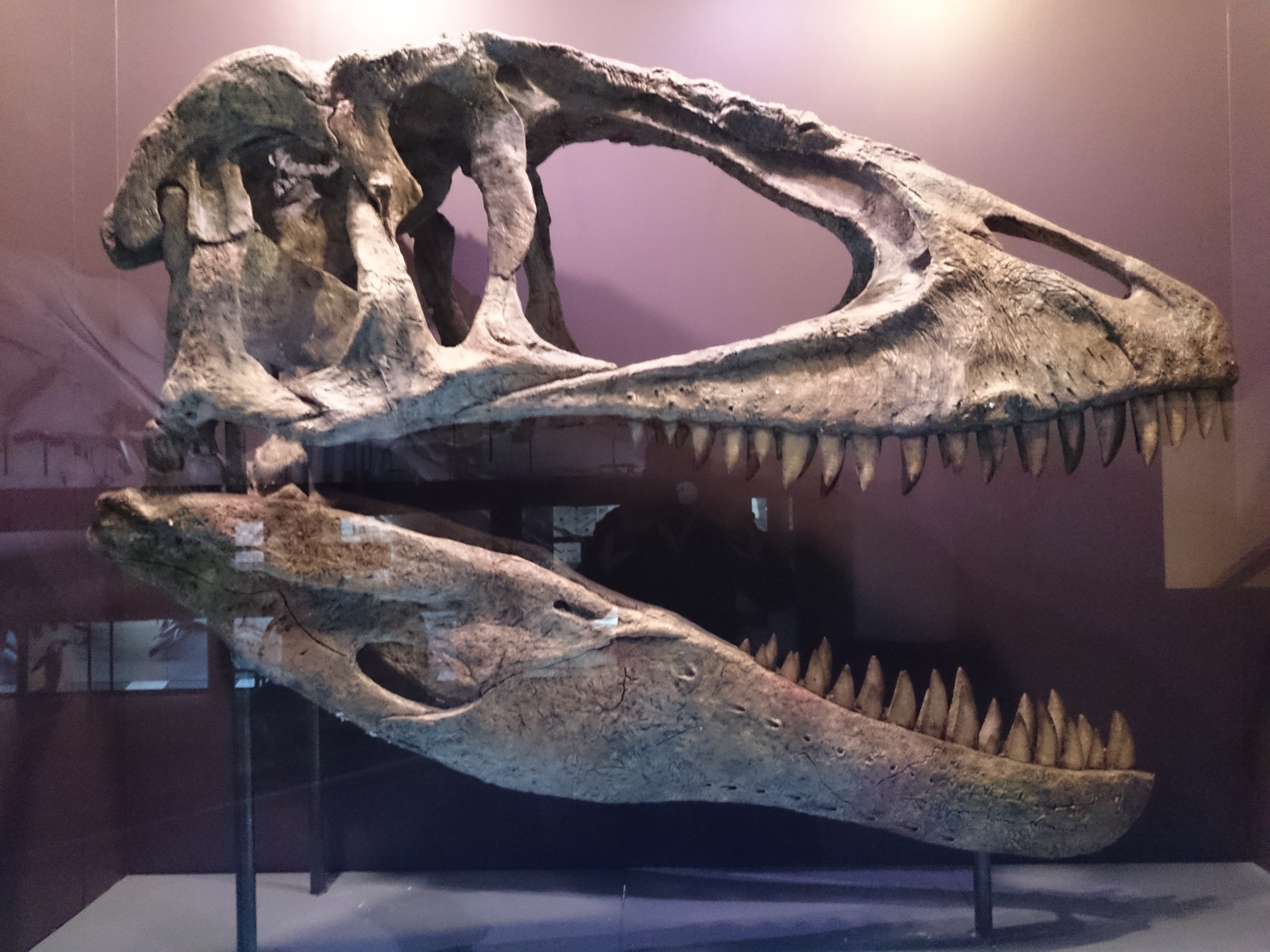
جمجمه
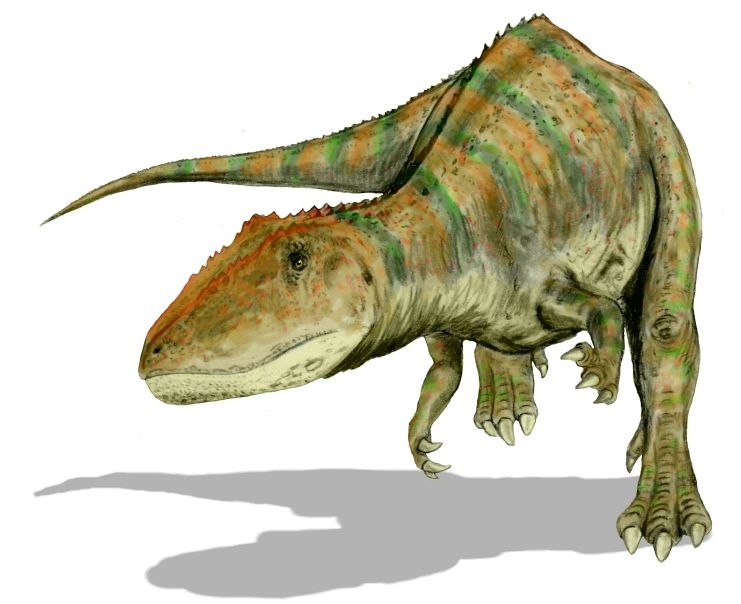
نگاره‌ای از بدن
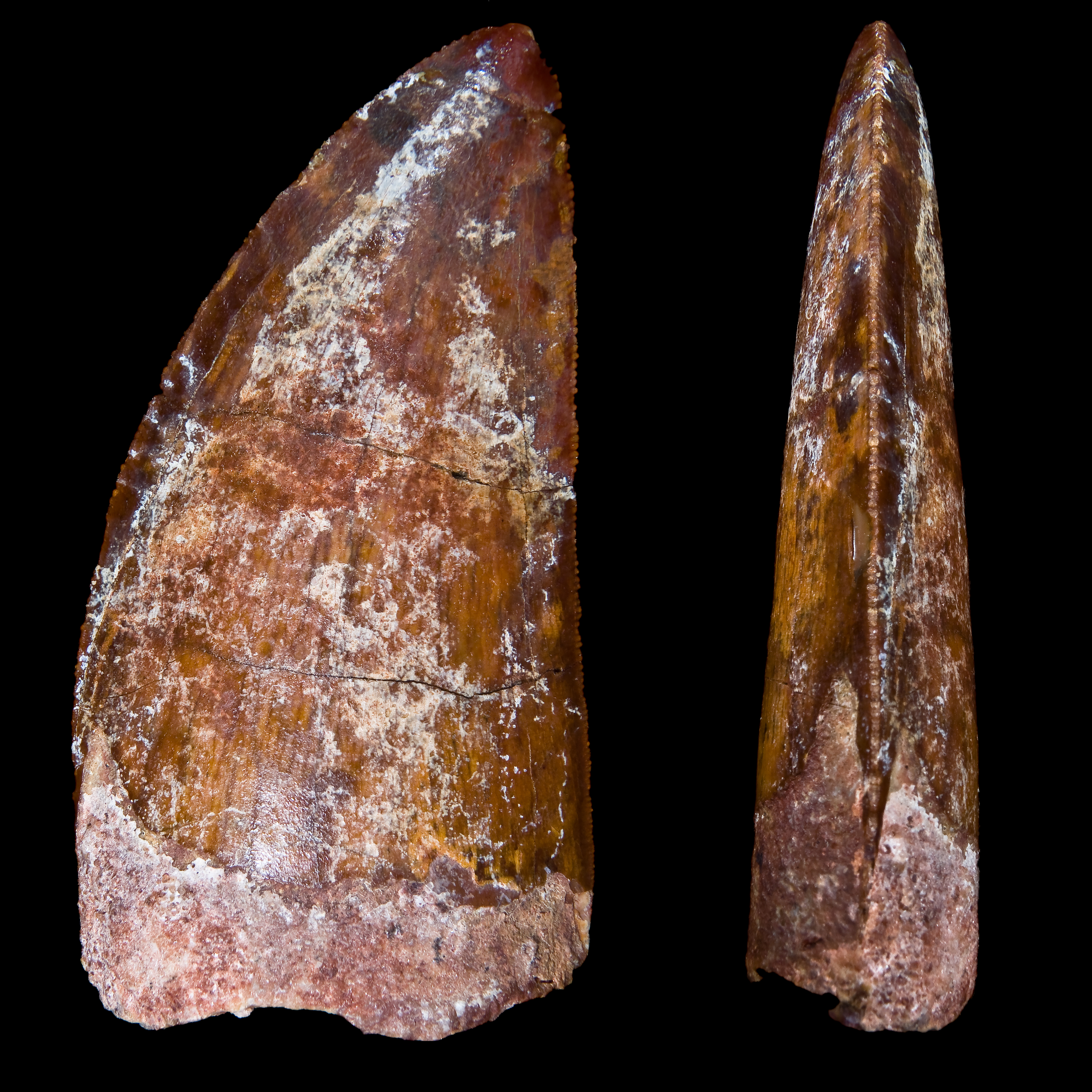
دندان‌ها
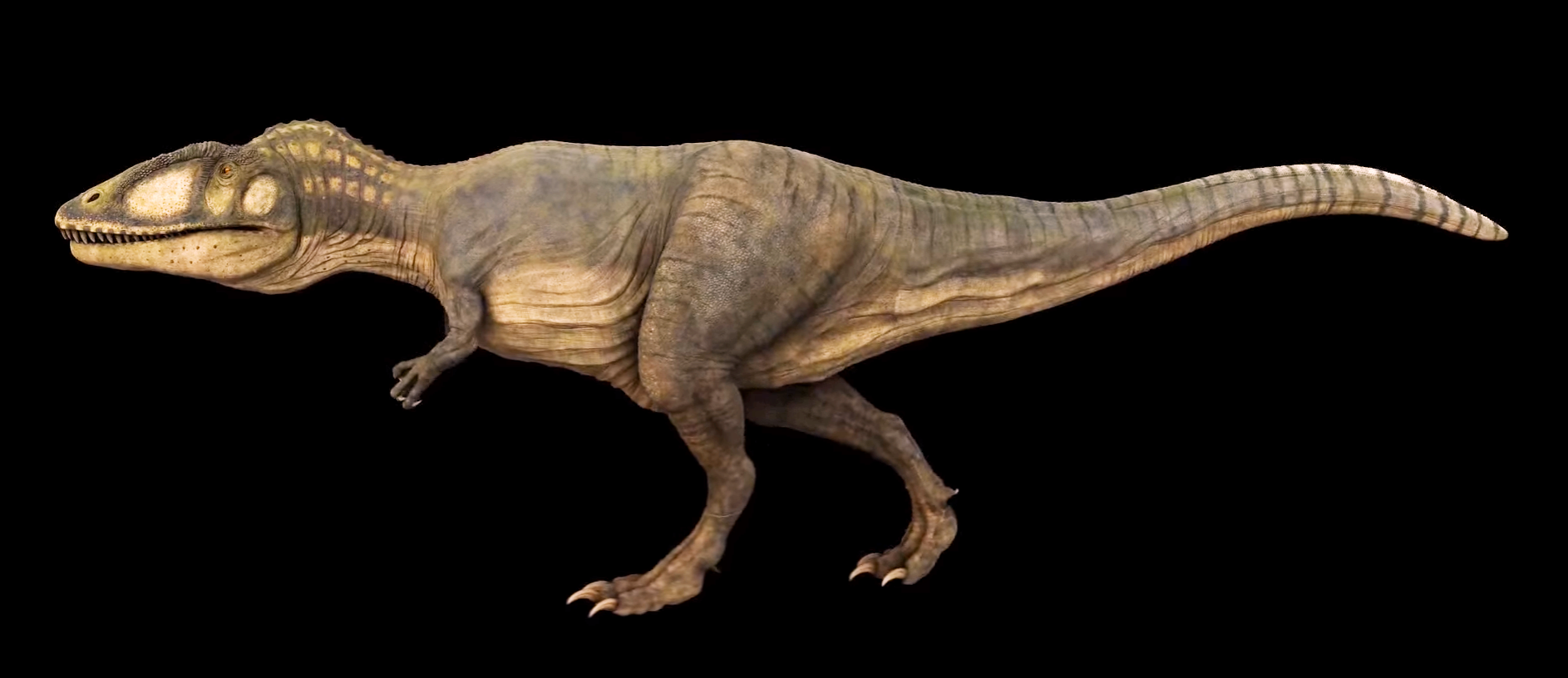
نگاره بازسازی شده
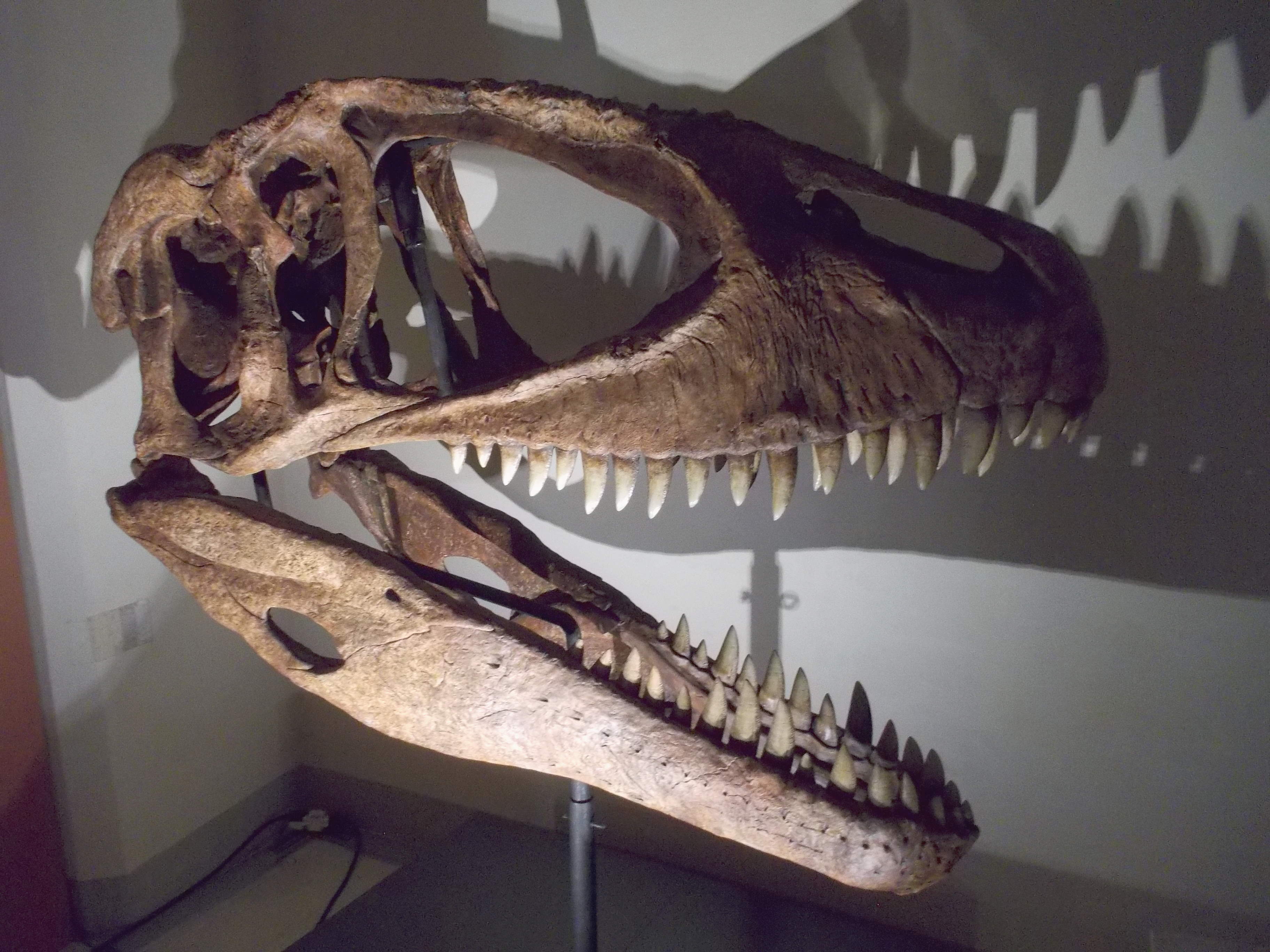
جمجمه